# Jordi Feliu i Horta
Jordi Feliu i Horta (Calella, Maresme, 31 de desembre de 1971) és un músic i compositor de sardanes membre de la Cobla-Orquestra Selvatana i mestre de tible pel Conservatori del Liceu de Barcelona.
Els primers estudis de música els fa a l'Acadèmia Salom de Calella amb la professora Maria Teresa Salom. Realitza el seu aprenentatge de tible a l'Escola de Cobla Ciutat de Calella, amb els mestres Jordi Molina, Xavier Molina i Marcel Artiaga. Sota la direcció del mestre Francesc Elies, acaba els estudis oficials i obté el títol de mestre de tible al Conservatori del Liceu de Barcelona. Estudia clarinet amb Rafael Grimal. Des de 1999 forma part de la Cobla-Orquestra Selvatana.
És autor d'una cinquantena de sardanes, destacant L'avi Tià (1998, finalista Memorial Francesc Basil), L'aplec de Sant Quirze (2002, segon premi Memorial Francesc Basil) i Ginjòlia  (2006, primer premi Memorial Francesc Basil). Va compondre el musical El conte de Nadal segons un conte de Charles Dickens, estrenat a Calella al desembre de 2009, amb la col·laboració del tenor Albert Deprius i el Cor Harmonia de Calella.
Jordi Feliu és l'autor de l'obra Fantasia per a cobla i piano estrenada l'octubre 2010 a la sala Oriol Martorell de l'auditori de Barcelona. L'any següent va editar el seu primer CD, Fesomies, un recull de sardanes totes dedicades a Calella. És també l'autor de la sardana Pluja fina del Raval, una peça dedicada a la poetessa Maria Cardona i Codina amb motiu de la commemoració del seu centenari, i que fou interpretada conjuntament per totes les cobles durant l'Aplec de Calella del 2022.